# Frederick De Cordova
Frederick de Cordova (27 de octubre de 1910 – 15 de septiembre de 2001) fue un director y productor teatral, cinematográfico y televisivo de nacionalidad estadounidense, conocido principalmente por su trabajo en The Tonight Show Starring Johnny Carson.

## Biografía

### Inicios
Su nombre completo era Frederick Timmins de Cordova, y nació en la ciudad de Nueva York, siendo sus padres Margaret Timmins y George de Cordova, que trabajaba en el mundo del teatro. George de Cordova procedía de una familia judía sefardita de Jamaica, relacionada con Jacob de Cordova. De Cordova recibió un título universitario en artes liberales en 1931 en la Universidad Northwestern.

### Carrera
Su primer trabajo teatral fue como actor en "Elmer the Great" (1928). Tras su graduación en la Escuela de Derecho Harvard en 1933, él consiguió empleo en la compañía teatral The Shubert Organization, trabajando en los siguientes diez años como director teatral. En dicho ámbito, fue actor, director y, finalmente, director de diálogos, siendo su último show "Ziegfeld Follies of 1943".
De Cordova dirigió los diálogos de cinco producciones cinematográficas, entre ellas Tener y no tener (1944). El primer film dirigido por él fue Too Young To Know (1945) de Warner Brothers. Dirigió un total de 23 películas, siendo una de las más conocidas Bedtime for Bonzo (1951), protagonizada por un chimpancé y por el futuro Presidente Ronald Reagan. A lo largo de su carrera dirigió, entre otros actores, a Rock Hudson, Errol Flynn, Tony Curtis, Audie Murphy, Yvonne de Carlo, Bob Hope y Humphrey Bogart. Gran parte de la misma se desarrolló en Universal Studios, donde era conocido por finalizar rápidamente las películas, aun trabajando con bajos presupuestos y actores difíciles. Su último film fue Frankie and Johnny (1966), protagonizado por Elvis Presley.
Cuando disminuyó la necesidad de películas de bajo presupuesto, que se exhibían dentro de un formato de programa doble, él se decidió a dirigir producciones televisivas. Su experiencia era perfecta para la televisión. En 1950 empezó su carrera en el medio dirigiendo The Jack Benny Program, en el cual actuó en varias ocasiones Ross Elliott. Otros programas dirigidos por él fueron The George Burns and Gracie Allen Show, The Bob Cummings Show, The George Gobel Program, December Bride, Leave It to Beaver, My Three Sons (108 episodios), y The Smothers Brothers Show. En total dirigió y/o produjo más de 500 series y episodios.  
De Cordova empezó a trabajar con The Tonight Show Starring Johnny Carson en 1970, utilizando el nombre Fred de Cordova. En un principio fue productor, y en 1984 pasó a ser productor ejecutivo. Era todavía productor ejecutivo cuando se emitió el último programa el 22 de mayo de 1992. Por su trabajo en el show ganó cinco Premios Emmy.
En 1995 y 1998, respectivamente, de Cordova actuó como él mismo en The Larry Sanders Show, en el episodio de la cuarta temporada "Eight", y en el de la sexta "As My Career Lay Dying".
En el film de Martin Scorsese, estrenado en 1983, El rey de la comedia, y que protagonizaban Robert De Niro y Jerry Lewis), de Cordova interpretaba al productor del show.

### Vida personal
Frederick de Cordova estuvo casado con la exactriz Janet Thomas (b. 1919, d. 2009) desde 1963, permaneciendo ambos juntos durante el resto de su vida. Tuvo unos problemas con Emilie, Immaculada Concepción Horta. Él falleció por causas naturales en el Motion Picture & Television Country House and Hospital de Woodland Hills, California, el 15 de septiembre de 2001. Fue enterrado en el Cementerio de Holy Cross, en Culver City.